# Calibre (armas de fuego)

Cartuchos 7,62 x 51 OTAN y 9 x 19 Parabellum.

El calibre, en las armas de fuego, es el diámetro interno del cañón.
En un cañón de rifle, la distancia se mide entre los "macizos" opuestos o las ranuras opuestas; las mediciones de las ranuras son comunes en las designaciones de los cartuchos originados en los Estados Unidos, mientras que las mediciones de los macizos son más comunes en otras partes del mundo. Las mediciones "a través de las ranuras" se utilizan para obtener la máxima precisión, ya que el estriado y el calibre específico así medido es el resultado del proceso de mecanizado final que corta las ranuras en el ánima en bruto, dejando los "macizos".
Un buen rendimiento requiere un calibre concéntrico y recto que centre con precisión el proyectil dentro del cañón, en lugar de un ajuste "apretado" que puede lograrse incluso con calibres descentrados y torcidos que causan una fricción excesiva, ensuciamiento y un proyectil desequilibrado y tambaleante en vuelo.
Los calibres se dividen en cuatro categorías generales según el tamaño:
- Calibre miniatura históricamente se refiere a los calibres con un diámetro de 0,22 pulgadas o menor
- El calibre pequeño se refiere a los calibres con un diámetro de 0,32 pulgadas o menor
- El calibre medio se refiere a los calibres con un diámetro de entre 0,33 y 0,39 pulgadas.
- El calibre grande se refiere a los calibres con un diámetro de 0,40 pulgadas o más.

Hay mucha variación en el uso del término "calibre pequeño", que a lo largo de los años ha cambiado considerablemente, con cualquier cosa por debajo del calibre .577 considerada "calibre pequeño" antes de mediados del siglo XIX.
Las armas de fuego son letales y su único objetivo al ser accionadas es matar, por lo que se recomienda conocer la ley de armas y el código penal de su país antes de adquirir una de éstas.

## Armas de ánima rayada
Se denominan así aquellas armas de fuego en cuyo cañón se aprecian estriamientos (rayado o ranuras longitudinales en forma helicoidal realizadas en el interior del tubo por un proceso de mecanizado) que dotan al proyectil que los atraviesa de una rotación sobre su eje longitudinal. Dicha rotación confiere una mayor estabilidad a su trayectoria ("tensión", en balística) por el efecto giroscópico producido, algo muy importante para conseguir una mayor precisión del disparo, todo ello independientemente de los inevitables defectos de fabricación y calidad balística de los proyectiles.
En un cañón estriado el calibre es medido tomando en cuenta la parte elevada de las estrías, denominada "macizo" (parte superior de la estría), lo cual da el diámetro real del interior del cañón de un arma de fuego. Es decir, que las estrías no se toman en cuenta, ya que son depresiones que se generan sobre el ánima original.
Si la medida es en pulgadas entonces el calibre (abreviado cal) es señalado como un valor decimal de pulgada. Así, un fusil con un diámetro de 0,22 pulgadas es un .22 cal ("calibre 22").
Los calibres de las armas de fuego pueden especificarse también en valores métricos. Por ejemplo, una pistola de 9 mm quiere decir que el diámetro del cañón es de 9 milímetros. También un "calibre de ochenta y ocho milímetros" (88 mm) o "un cañón de ciento cinco milímetros".
Las armas cortas tienen un rango aproximado de calibres desde el .17 hasta el .50. Las armas utilizadas para cacería deportiva pueden llegar hasta calibres de .80. A mediados del siglo XIX los mosquetes y fusiles de avancarga fueron de calibre .58 o mayores.
El calibre es el diámetro que presenta el proyectil en su parte de mayor dimensión; vale decir, en la parte que ajusta la vaina.

## Armas de Ánima lisa
En este caso el interior del cañón del arma de fuego es completamente liso, básicamente por dos razones: o bien se emplean para disparar múltiples proyectiles a la vez (como en el caso de las armas de caza menor), o bien un solo proyectil pero de tamaño muy grande (superior a 30 mm), en cuyo caso el uso de estrías es desaconsejado por su gran desgaste.
Para expresar el calibre de las armas de caza menor se emplea la denominada nomenclatura inglesa, y el más extendido es el denominado calibre 12. En este caso el diámetro interior del cañón es de 20 mm, que es el diámetro de cada una de las 12 esferas iguales que pueden salir de una libra inglesa de plomo (454 gramos). Es decir, el diámetro de una esfera de plomo de 1/12 de libra inglesa de peso. 
Por tanto, el calibre 20 corresponde a un diámetro de cañón más pequeño que el 12; aunque no se trata de una relación lineal sino cúbica, al depender el volumen de una esfera del cubo de su diámetro.

## Indicaciones de calibre y tamaños de calibre
A excepción de los calibres de escopeta, los calibres en unidades de longitud se utilizan desde finales del siglo XIX. Para las armas históricas, también se utilizaron unidades que ya no se usan en la actualidad. Por ejemplo, el calibre del Rifle de tres líneas se expresaba en la antigua unidad línea. (una décima de pulgada). Tres líneas corresponden exactamente a 7,62 mm. Hoy en día, el metro (milímetro) y la pulgada (= 2,54 cm) se han aceptado como unidades.
Los calibres pequeños son armas de mano de hasta 6,5 mm. Los calibres medios, también conocidos como Mittelkaliber, son cartuchos superiores a 6,5 mm e inferiores a 9 mm (como el cartucho de fusil 7,92 × 57 mm utilizado por los militares alemanes durante las dos guerras mundiales). Los cartuchos de calibre medio tienen el calibre de los calibres medios pero tienen una longitud de vaina acortada - como el 7,92 × 33 mm corto para el Sturmgewehr 44. Las armas con un calibre de 9 mm o más se consideran grandes calibres, por ejemplo el cartucho de 9,3 × 62 mm para los rifles de caza; el cartucho estándar para las pistolas es el de 9 × 19 mm.
Si el calibre de las armas de mano se indica en pulgadas, suele hacerse en forma de fracción decimal según la notación angloamericana, es decir, con un punto en lugar de una coma. Según el tipo de munición, se dan centésimas o milésimas de pulgada. Para los calibres de hasta una pulgada, se omite el cero inicial: El pequeño calibre .22 lfB (largo, para rifle y pistola, principalmente para armas deportivas y para la caza menor), por ejemplo, es de 0,22 pulgadas (se pronuncia calibre veintidós), que corresponde a 5,6 mm × 15 mm. Otros calibres comunes en pulgadas son el .380 ACP (9 mm corto, métrico 9 × 17 mm) y 45 ACP (métrica 11,43 × 23 mm) para pistolas y .38 Special (métrica 9 × 29 mm) para revólveres.
Las especificaciones del calibre, especialmente para los tipos tradicionales de munición, no se pueden convertir de uno a uno de pulgadas a milímetros o viceversa; por ejemplo, el diámetro real de la bala del calibre del revólver .44 es de unos 10,9 mm y, por tanto, corresponde realmente a .43, mientras que matemáticamente es de 11,176 mm; para el calibre .38, el diámetro de la bala es nominalmente de 9 mm, mientras que matemáticamente es de 9,65 mm. Esto se debe a las diferencias habituales entre la bala y la recámara en los rifles de percusión; la bala tenía un diámetro ligeramente inferior al de la recámara para facilitar la carga por delante. Los aspectos comerciales también jugaron un cierto papel; "cuarenta y cuatro" sonaba mejor que "cuarenta y tres".
Un .308 Winchester equivale a 7,62 × 51 mm NATO (el calibre del G3, antiguo fusil Standard de tiro rápido de la Bundeswehr). El calibre .45-70 Government para arma larga (0,45 pulgadas) equivale métricamente a 11,43 × 53,5 mm; el número 70 denota la cantidad de pólvora negra en Grain, .50 BMG convertido a 12,7 mm. Las especificaciones del calibre inglés sólo pueden identificarse claramente por la designación adicional.
Los tipos de cartuchos con el mismo diámetro de bala pero con diferentes longitudes de vaina y propiedades balísticas suelen distinguirse en el sistema de pulgadas mediante variaciones en las denominaciones de los calibres. Así, la designación .25 se utiliza para una munición de pistola relativamente débil en el calibre 6,35 mm, mientras que la designación .250 representa un potente cartucho de rifle utilizado principalmente para la caza. Los cartuchos de revólveres del .38 y del .357 tienen el mismo diámetro de bala a pesar del calibre nominalmente diferente, aunque el .357 es un cartucho magnum (calibre) mucho más potente y no puede ser disparado desde armas del calibre .38, sino viceversa.
Se considera que el calibre más pequeño de un arma de fuego es un cartucho en calibre 2,7 mm desarrollado por el relojero austriaco Franz Pfannl y disparado desde la pistola autocargable Kolibri introducida en 1914. Sin embargo, esta munición ya no se fabrica y, al igual que el arma, es una rareza muy buscada. En la actualidad, los calibres habituales de las pistolas civiles van desde el .170 (un cartucho de caza) hasta el calibre de escopeta 4 (calibre del cañón de unos 26,7 mm) para la caza de elefantes.
Las pistolas militares de granadas o lanzagranadas de mano tienen calibres de hasta 40 mm. Los calibres de las ametralladoras y cañones van desde 5,56 mm para las ametralladoras hasta 914 mm para los morteros pesados, pero sólo se construyeron en cantidades muy reducidas o como prototipos. Los mayores cañones navales hasta la fecha de 460 mm fueron instalados en los acorazados japoneses Yamato y Musashi; los mayores cañones terrestres hasta la fecha de 800 mm fueron los cañones ferroviarios alemanes Dora y Gustav. Un cañón experimental de calibre 914 mm fue Little David.
El diámetro de los proyectiles de los cohetes lanzados desde las perchas o plataformas de lanzamiento no suele denominarse calibre.

### Longitud del calibre
En el caso de las armas de cañón como los cañones de los carros de combate o la artillería, la longitud del calibre describe la longitud del cañón en relación con el calibre. Así pues, un cañón de 55 calibres y un calibre de 120 mm tiene una longitud de 55 × 120 mm = 6600 mm. La longitud del calibre se suele representar con un prefijo "L/", así en el ejemplo L/55.

## Métrica y costumbre de EE. UU.
La siguiente tabla enumera algunos de los calibres de uso común en los que tanto las unidades métricas como las habituales de EE. UU. se usan como equivalentes. Debido a las variaciones en las convenciones de nombres y los caprichos de los fabricantes de cartuchos, los diámetros de las balas pueden variar mucho del diámetro implícito en el nombre. Por ejemplo, se produce una diferencia de 0,045 in (1,15 mm) entre el más pequeño y el más grande de los varios cartuchos designados como "calibre .38". 
| Calibre | Calibre métrico | Diámetro típico de bala | Cartuchos comunes | Notas |
| ------- | --------------- | ----------------------- | --- | --- |
| 172     | 4 mm            | 0.172 in                | 17 HMR, 17 Hornet, 17 Ackley Hornet, 17 Winchester Super Magnum, 17-32 Magnum, 17 VHA, 17 Remington, 17/222, 17 Mach III-IV, 17 Ackley Improved Bee, 17-357 RG, 17 Remington Fireball, 17 Incinerator, 4.39×39R mm SPS | |
| 20, 204 | 5 mm            | 0.204 in                | 204 Ruger, 5mm Remington Rimfire Magnum | |
| 221     | 5.45 mm         | 0.221 in                | 5,45 × 39 mm familia rusa | Militar ruso estándar |
| 223     | 5.56 mm         | 0.223 in                | 22 Long Rifle , .223 Remington, 5.56 NATO , 297/230 Morris Extra Long, 22 Hornet, 22 Rem Automatic, 5.66 x39 MPS, 22 Rem Jet | |
| 224     | 5.7 mm          | 0.224 in                | 218 Bee, 219 Zipper, 22 Hornet-K, 220 Swift, 222 Remington, 222 Remington Magnum, 223 Remington, 5.56×45 mm NATO, 5.7×28 mm, .22 TCM, 5.8 × 42 Chinese, 224 Weatherby Magnum, 225 Winchester, 223 Winchester Super Short Magnum (Obsolete) 223 Ackley Improved, 219 Donaldson Wasp, 221 Remington Fireball, 22-250 Remington y muchos más | |
| 243     | 6 mm            | 0.243 in                | 243 Winchester, 244 Remington, 6 mm Remington, 6 mm Whisper, 6 mm PPC, 6 mm Bench Rest Remington, 6 × 45 mm, 6 × 47 mm, 6 mm Cheetah, 240 Weatherby, 6 × 62 Freres, 6 mm Norma BR, 6 X C Tubb, 6 mm JDJ, 6 mm SAW, 6-250 Walker, 6.17 Spitfire, 6.17 Flash, 6 mm Lee Navy, y más, | |
| 25      | 6.35 mm         | 0.257 in, 6.35 mm       | 25 ACP (0.251"), 250/3000 Savage, 257 Roberts, 25-06 (0.257"), | también conocido como .25 Auto y 6.35mm Browning |
| 26      | 6.5 mm          | 0.264 in, 6.7 mm        | 6.5 × 55 mm Swedish, 260 Remington, 26 Nosler, 6.5 mm Creedmoor, 6.5×47 mm Lapua, 6.5 mm Grendel | cartuchos comúnmente conocidos como '6.5 mm' |
| 27      | 6.8 mm          | 0.277 in, 7.035 mm      | 270 Winchester, 6.8 SPC | |
| 284     | 7 mm            | 0.284 in, 7.213 mm      | 280 Remington, 7 mm-08 Remington, 7 mm Weatherby Magnum, 7 mm Remington Magnum, 7 × 57 mm Mauser, 7 × 64 mm | comúnmente llamado '7 mm' |
| 308     | 7.62 mm         | 0.308 in, 7.82 mm       | 30 Luger (7.65 × 21 mm Luger), .30-30 Winchester, 30 Herrett, 300 Whisper, 30-378 Weatherby, 7.63 Mannlicher–Schoenauer, 7.63 Mauser, 30 USA Rimless, 308 Corbon, .3-9 Savage, 30 Kurz, 300 BLK (7.62 × 35 mm), 7.5mm Schmidt–Rubin, 300 Winchester Magnum, 30 Carbine, 309 JDJ, .30-03 Springfield, .30-06 Springfield, .30-06 JDJ, .307 GNR, 308 Winchester (7.62 × 51 mm NATO), 300 Weatherby Magnum, 30 Army (30-40 Krag), 7.82 mm Lazzeroni, y docenas más | |
| 311     | 7.9 mm          | 0.311 in, 7.92 mm       | 303 British, 7.62 × 39 mm Soviet, 7.62 × 54 mmR, 7.62 × 25 mm, 7.7 × 58 mm | 7.62×54mmR es en realidad 7.92 mm (Mosin, SVD, PKM, etc.) Lo mismo se aplica a 7.62×39mm (AK-47, AKM, etc.)                                                          |
| 312     | 7.94 mm         | 0.312 in, 7.94 mm       | 32 ACP | También conocido como 7.65 × 17 mm Browning |
| 323     | 8 mm            | 0.323 in, 8.20 mm       | 8×57 mm IS, 325 WSM, 8 mm Remington Magnum, 8 mm plastic (airsoft) BBs | cartuchos de fusil calibre .32 |
| 327     | 8 mm            | 0.327 in, 8.30 mm       | 8_mm_Lebel | 8x51 mm R (ex 8x50 mm R) |
| 338     | 8.6 mm          | 0.338 in                | 338 Lapua Magnum, 338 Norma Magnum, 338 Winchester Magnum, 338-378 Weatherby Magnum | C14 Timberwolf (fuerzas canadienses) |
| 355     | 9 mm            | 0.355 in                | 9 mm Luger (aka 9×19 mm Parabellum, aka 9 mm NATO), 9 mm Ultra, 9 mm Bayard Long, 9 mm Browning Long, 9 mm Mauser, 9 mm Winchester Magnum, 9 mm Glisenti, 9 × 21 mm, 9 × 23 mm Winchester, 9 mm Mi-Bullet, 9 mm Steyr, .356 Team Smith & Wesson, 9 mm Federal, 9 mm × 25 mm Dillon, 9mm Action Express, 357 SIG. | |
| 356     | 9 mm            | 0.356 in                | .380 ACP (9mm Short), 9×56mm Mannlicher–Schoenauer, 9mm × 57mm Mauser | |
| 357     | 9 mm            | 0.357 in                | 38 Super, 38 Special, .38 S&W, 357 Magnum, 35 Remington | Los cartuchos de pistola conocidos como "38" son calibre .357. Generalmente .357 para revólveres y rifles, .355 en cargadores automáticos                            |
| 363     | 9 mm            | 0.363 in                | 9 × 18 mm Makarov | |
| 365     | 9.3 mm          | 0.365 in                | 9.3 × 62 mm, 9.3 × 64 mm Brenneke, 9.3 × 72 mmR, 9.3 × 74 mmR | |
| 375     | 9.5 mm          | 0.375 in, 9.53 mm       | 375 H&H Magnum, 9.5 × 57 mm Mannlicher–Schönauer (375 Rimless Nitro Express (RNE) × 2¼) | |
| 40      | 10 mm           | 0.400 in                | 40 S&W, 10 mm Auto | |
| 44      | 10.9 mm         | 0.429 in                | 444 Marlin, 4 S&W Russian, 44 S&W Special, 44 Remington Magnum, 44 Auto Mag, 440 Cor-Bon, 44/454 JDJ Woodswalker | |
| 45      | 11.43 mm        | 0.451–0.454 in          | 45 ACP, 45 GAP, 454 Casull, 45 Long Colt, 455 Webley, 45 Schofield, 460 S&W Magnum | El diámetro de la bala depende del tipo/material de la bala. En general, 0,451 pulgadas para bala con camisa de metal completo y 0,454 pulgadas para balas de plomo. |
| 50      | 12.7 mm         | 0.510 in, 12.95 mm      | 50 BMG, 50 Action Express, 12.7×108mm, 500 S&W Magnum, 50 Beowulf | M2 Browning machine gun y otras ametralladoras pesadas, rifles de largo alcance tipificados por productos Barrett. Desert Eagle pistola.                             |

## Escopetas
Las escopetas se clasifican según el calibre, una expresión relacionada. El calibre de una escopeta se refiere a cuántas esferas de plomo, cada una con un diámetro igual al del cañón, suman una libra (aproximadamente 454 gramos) de peso. En el caso de una escopeta de calibre 12, se necesitarían 12 esferas del tamaño del ánima de la escopeta para igualar una libra. Un calibre numéricamente más grande indica un cañón más pequeño: una escopeta de calibre 20 requiere más esferas para igualar una libra; por lo tanto, su cañón es más pequeño que el calibre 12. Esta métrica se usa en Rusia como "número de calibre": por ejemplo, "escopeta del calibre 12". El calibre 16 se conoce como "señorial" (en ruso: барский). Si bien los orificios de las escopetas se pueden expresar en calibres (la escopeta de calibre .410 es, de hecho, una medida de calibre de calibre .41 [10,4 mm]), a diferencia de los rifles, el diámetro real del ánima de una escopeta de ánima lisa varía significativamente a lo largo del cañón debido a varios estranguladores (y, a veces, a la perforación trasera).
En el Reino Unido, "calibre" se denomina "bore" y en los Estados Unidos "calibre" se denomina "gauge", por ejemplo una "escopeta de calibre" tiene un calibre que puede acomodar una esfera de plomo que pesa 1/12 de libra.

## Calibre como medida de longitud
La longitud de los cañones de artillería (de la boca a la recámara) a menudo se ha descrito en términos de múltiplos del diámetro del ánima, por ejemplo un arma de 4 pulgadas de 50 calibres (escrito 4" L/50 o 4"/50) tendría un cañón de 4 in × 50 = 200 in de largo. Un arma de 16 pulgadas de 50 calibres (16" L/50) tiene una longitud de cañón de 50 × 16 = 800 pulgadas (66 pies 8 pulgadas).
Los cañones navales de 14 y 16 pulgadas eran comunes en la Segunda Guerra Mundial. La Royal Navy británica insistió en armas de calibre 50 en los barcos, ya que permitiría proyectiles de 860 a 1220 kg para viajar a una velocidad inicial de hasta 2897 km/h a una distancia de 42 km.